# Shannon Ivey
Pour les articles homonymes, voir Ivey.
Shanon Ivey est une actrice et une scénariste américaine.

## Filmographie
- 2008-2009 : Gold : Cissy Drake
- 2008 : iMurders : Kelly Winters
- 2008 : American Crude : Marlene
- 2007 : Voicemail, série télévisée : Elise
- 2007 : Notes from the Underbelly : Lisa
- 2007 : All of Us : Gillian
- 2006 : Sleeper Cell : Reporter
- 2006 : Criminal Minds : Bonnie, victime n° 4
- 2005 : Guilty or Innocent? : Debbie Carter
- 2001 : La Ligue des justiciers : l'Amazone